# Englesqueville-la-Percée
Englesqueville-la-Percée is een gemeente in het Franse departement Calvados (regio Normandië) en telt 88 inwoners (2009). De plaats maakt deel uit van het arrondissement Bayeux.

## Geografie
De oppervlakte van Englesqueville-la-Percée bedraagt 7,8 km², de bevolkingsdichtheid is dus 11,3 inwoners per km².
De onderstaande kaart toont de ligging van Englesqueville-la-Percée met de belangrijkste infrastructuur en aangrenzende gemeenten.

## Demografie
Onderstaande figuur toont het verloop van het inwonertal (bron: INSEE-tellingen).
Vanwege een beveiligingsprobleem met de MediaWiki Graph-software is het momenteel niet mogelijk deze grafiek weer te geven. Zodra de software is bijgewerkt zal de grafiek vanzelf weer zichtbaar worden.